# فهرست افتخارات باشگاه فوتبال استقلال تهران

تالار افتخارات باشگاه استقلال

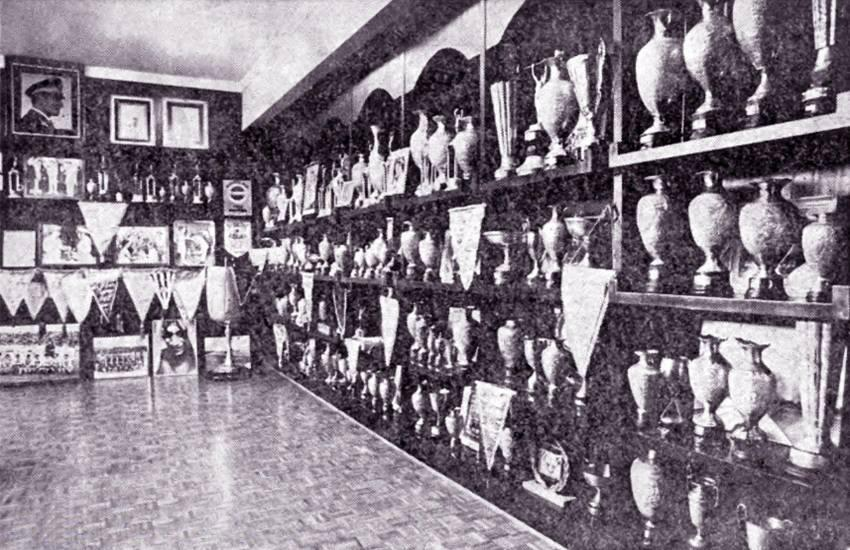
موزه افتخارات باشگاه تاج که بعد از انقلاب ۱۳۵۷ مورد دستبرد واقع شد.

استقلال تهران یک باشگاه حرفه‌ای فوتبال ایرانی است که در چهارم مهر ۱۳۲۴ در شهر تهران با نام اولیه دوچرخه‌سواران بنیان‌گذاری شد. نام این باشگاه با رای‌گیری اعضای وقت هیئت مدیره در ۲۲ بهمن ۱۳۲۸ به تاج و پس از انقلاب ۱۳۵۷ در فروردین ۱۳۵۸ به استقلال تغییر یافت. نخستین بازی رسمی این باشگاه در آذر ۱۳۲۵ و در چارچوب هفته نخست جام باشگاه‌های تهران ۱۳۲۵ برگزار شد. استقلال اولین تیم ایرانی است در یک فصل قهرمان سه جام شده است؛ آن‌ها در سال ۱۳۴۹ موفق به کسب سه‌گانه شدند.
استقلال با ۳۹ عنوان قهرمانی رسمی و در مجموع با ۵۵ قهرمانی رسمی و غیررسمی پرافتخارترین باشگاه تاریخ فوتبال ایران است و با ۲ عنوان قهرمانی، ۲ جایگاه نایب قهرمانی و ۳ مقام سومی در لیگ قهرمانان آسیا و به عنوان پرافتخارترین تیم ایرانی در تاریخ این رقابت‌ها و چهارمین تیم برتر قارهٔ آسیا شناخته می‌شود.
۲ قهرمانی در لیگ قهرمانان آسیا، ۱۰ قهرمانی در لیگ‌های فوتبال ایران، ۸ قهرمانی در جام حذفی ایران، ۱ قهرمانی در سوپر جام ایران، ۱۳ قهرمانی در جام باشگاه‌های تهران، ۴ قهرمانی در جام حذفی تهران و ۱ قهرمانی در سوپر جام تهران از افتخارات رسمی داخلی و بین‌المللی این تیم هستند.
استقلال تنها باشگاه ایران است که در تمامی انواع لیگ‌ها و جام‌های داخلی و رقابت‌های سطح بالای کشوری به مقام قهرمانی دست پیدا کرده است.
استقلال تنها تیم ایران است که بدون باخت قهرمان لیگ برتر خلیج فارس شده است؛ این رکورد در سال ۱۴۰۱ به‌دست آمد. همچنین استقلال تنها تیم فوتبالی بود که در فصل ۲۲–۲۰۲۱ در جهان شکست ناپذیر ماند.
استقلال با ده قهرمانی، دومین تیم پرافتخار لیگ فوتبال ایران و با هشت قهرمانی، پرافتخارترین تیم جام حذفی ایران است. آبی‌های تهرانی ۱۰ بار فاتح فرمت‌های مختلف لیگ فوتبال ایران شدند که می‌توان به ۱ قهرمانی در جام قهرمانی ایران، ۱ قهرمانی در جام منطقه‌ای ایران، ۱ قهرمانی در جام تخت جمشید، ۱ قهرمانی در جام قدس، ۲ قهرمانی در جام آزادگان و ۴ قهرمانی در لیگ برتر خلیج فارس اشاره کرد.
در آسیا، استقلال نخستین باشگاه ایرانی است که به جام قهرمانی باشگاه‌های این قارهٔ دست پیدا کرده‌اند. استقلال تا به امروز در لیگ قهرمانان آسیا، ۲ عنوان قهرمانی در سال‌های ۱۳۴۹ (۱۹۷۰ میلادی) و ۷۰–۱۳۶۹ (۹۱–۱۹۹۰ میلادی)، ۲ جایگاه نایب قهرمانی در سال‌های ۱۳۷۰ (۱۹۹۱ میلادی) و ۷۸–۱۳۷۷ (۹۹–۱۹۹۸ میلادی) و ۳ مقام سومی کسب کرده است. همچنین آبی‌های تهرانی ۷ بار به مرحله نیمه نهایی لیگ قهرمانان آسیا راه یافته‌اند. باشگاه استقلال ۹ بار در نیمه نهایی تورنمنت‌های آسیایی (۷ بار لیگ قهرمانان آسیا، ۲ بار جام برندگان جام آسیا) حضور داشته است و از این حیث نیز رکورد دار است. استقلال دو بار رتبه چهارمی جام برندگان جام آسیا را به‌دست آورده. باشگاه استقلال موفق‌ترین نمایندهٔ فوتبال ایران در تاریخ مسابقات لیگ قهرمانان آسیا تاکنون است. آبی‌های پایتخت همچنین به عنوان پرافتخارترین تیم ایران در آسیا شناخته می‌شوند و جایگاه چهارمین تیم پرافتخار تاریخ قارهٔ آسیا را در اختیار دارند. باشگاه استقلال از سوی فدراسیون بین‌المللی تاریخ و آمار فوتبال به عنوان سومین باشگاه برتر قرن بیستم در قارهٔ آسیا و برترین باشگاه ایرانی شناخته شده است. فدراسیون بین‌المللی تاریخ و آمار فوتبال باشگاه استقلال را پس از باشگاه فوتبال الهلال عربستان و یوکوهاما مارینوس ژاپن به عنوان سومین باشگاه برتر فوتبال آسیا در قرن بیستم انتخاب کرد.
استقلال ایران از سال ۱۹۹۱ تا ۲۰۰۰ به تنهایی پرافتخارترین تیم فوتبال آسیا بود؛ همچنین از سال ۲۰۰۰ تا ۲۰۰۹ نیز این عنوان را مشترکاً با باشگاه الهلال در اختیار داشت. در ادامه باشگاه پوهانگ استیلرز در این سال به سومین قهرمانی خود رسید و این عنوان مهم را پس از ۱۸ سال در اختیار گرفت.
بالاترین جایگاه یک تیم ایرانی در رده‌بندی جهانی: با اعلام فدراسیون جهانی تاریخ و آمار فوتبال در ماه سپتامبر سال ۲۰۱۳، باشگاه استقلال در رده‌بندی برترین باشگاه‌های جهان در جایگاه سوم آسیا و ۵۵ جهان قرار گرفت که این رتبه بالاترین جایگاه یک تیم ایرانی در این رده‌بندی محسوب می‌شود.

## افتخارات
استقلال با کسب ۳۹ عنوان قهرمانی رسمی در جام‌های قاره‌ای، کشوری و استانی (بالاترین سطح) پرافتخارترین تیم باشگاهی فوتبال ایران است.
| ‎جام‌های رسمی باشگاه استقلال |                       |                     |            |                                                                                       |                 |                                                                                             |
| ‎نوع                        | ‎نوع                   | ‎رقابت‌ها             | ‎قهرمانی    | ‎فصل‌های قهرمانی                                                                        | ‎نایب قهرمانی    | ‎فصل‌های نایب قهرمانی                                                                         |
| داخلی                      | کشوری                 | لیگ‌های سراسری ایران | ۱۰         | ۱۳۳۶، ۱۳۴۹، ۱۳۵۳، ۶۹–۱۳۶۸، ۷۷–۱۳۷۶، ۸۰–۱۳۷۹، ۸۵–۱۳۸۴، ۸۸–۱۳۸۷، ۹۲–۱۳۹۱، ۰۱–۱۴۰۰       | **۱۱            | ۱۳۵۲، ۷۱–۱۳۷۰، ۱۳۷۳، ۷۸–۱۳۷۷، ۷۹–۱۳۷۸، ۸۱–۱۳۸۰، ۸۳–۱۳۸۲، ۹۰–۱۳۸۹، ۹۶–۱۳۹۵، ۹۹–۱۳۹۸، ۰۳–۱۴۰۲ |
| داخلی                      | کشوری                 | جام حذفی ایران      | **۸        | ۵۷–۱۳۵۶، ۷۵–۱۳۷۴، ۷۹–۱۳۷۸، ۸۱–۱۳۸۰، ۸۷–۱۳۸۶، ۹۱–۱۳۹۰، ۹۷–۱۳۹۶، ۰۴–۱۴۰۳                | **۷             | ۱۳۶۹، ۷۸–۱۳۷۷، ۸۳–۱۳۸۲، ۹۵–۱۳۹۴، ۹۹–۱۳۹۸، ۰۰–۱۳۹۹، ۰۲–۱۴۰۱                                  |
| داخلی                      | کشوری                 | سوپر جام ایران      | ۱          | ۱۴۰۱                                                                                  | ۲               | ۱۳۹۷، ۱۴۰۴                                                                                  |
| داخلی                      | استانی (بالاترین سطح) | جام باشگاه‌های تهران | **۱۳       | ۱۳۲۸، ۱۳۳۱، ۱۳۳۵، ۱۳۳۶، ۱۳۳۸، ۴۰–۱۳۳۹، ۱۳۴۱، ۴۸–۱۳۴۷، ۵۰–۱۳۴۹، ۱۳۵۱، ۱۳۶۲، ۱۳۶۴، ۱۳۷۰ | ۶               | ۱۳۲۵، ۱۳۳۰، ۱۳۴۸، ۱۳۶۱، ۱۳۶۸، ۱۳۶۹                                                          |
| داخلی                      | استانی (بالاترین سطح) | جام حذفی تهران      | ۴          | ۲۷–۱۳۲۶، ۱۳۳۰، ۳۸–۱۳۳۷، ۱۳۳۹                                                          | **۳             | ۱۳۲۵، ۳۷–۱۳۳۶، ۱۳۴۹                                                                         |
| داخلی                      | استانی (بالاترین سطح) | سوپر جام تهران      | *۱         | ۱۳۷۳                                                                                  | —               | —                                                                                           |
| قاره‌ای                     | قاره‌ای                | لیگ قهرمانان آسیا   | ***۲       | ۱۳۴۹ (۱۹۷۰ میلادی)، ۷۰–۱۳۶۹ (۹۱–۱۹۹۰ میلادی)                                          | ***۲            | ۱۳۷۰ (۱۹۹۱ میلادی)، ۷۸–۱۳۷۷ (۹۹–۱۹۹۸ میلادی)                                                |
| ‎مجموع                      | ‎مجموع                 | ‎مجموع               | ۳۹ قهرمانی | ۳۹ قهرمانی                                                                            | ۳۱ نایب قهرمانی | ۳۱ نایب قهرمانی                                                                             |

- قهرمانی
- ** رکورد
- * رکورد مشترک
- *** رکورد ایران
- نایب قهرمانی
- ** رکورد
- * رکورد مشترک
- *** رکورد ایران

### مرور کلی
سهم هر رقابت از مجموع ۳۹ جام قهرمانی:

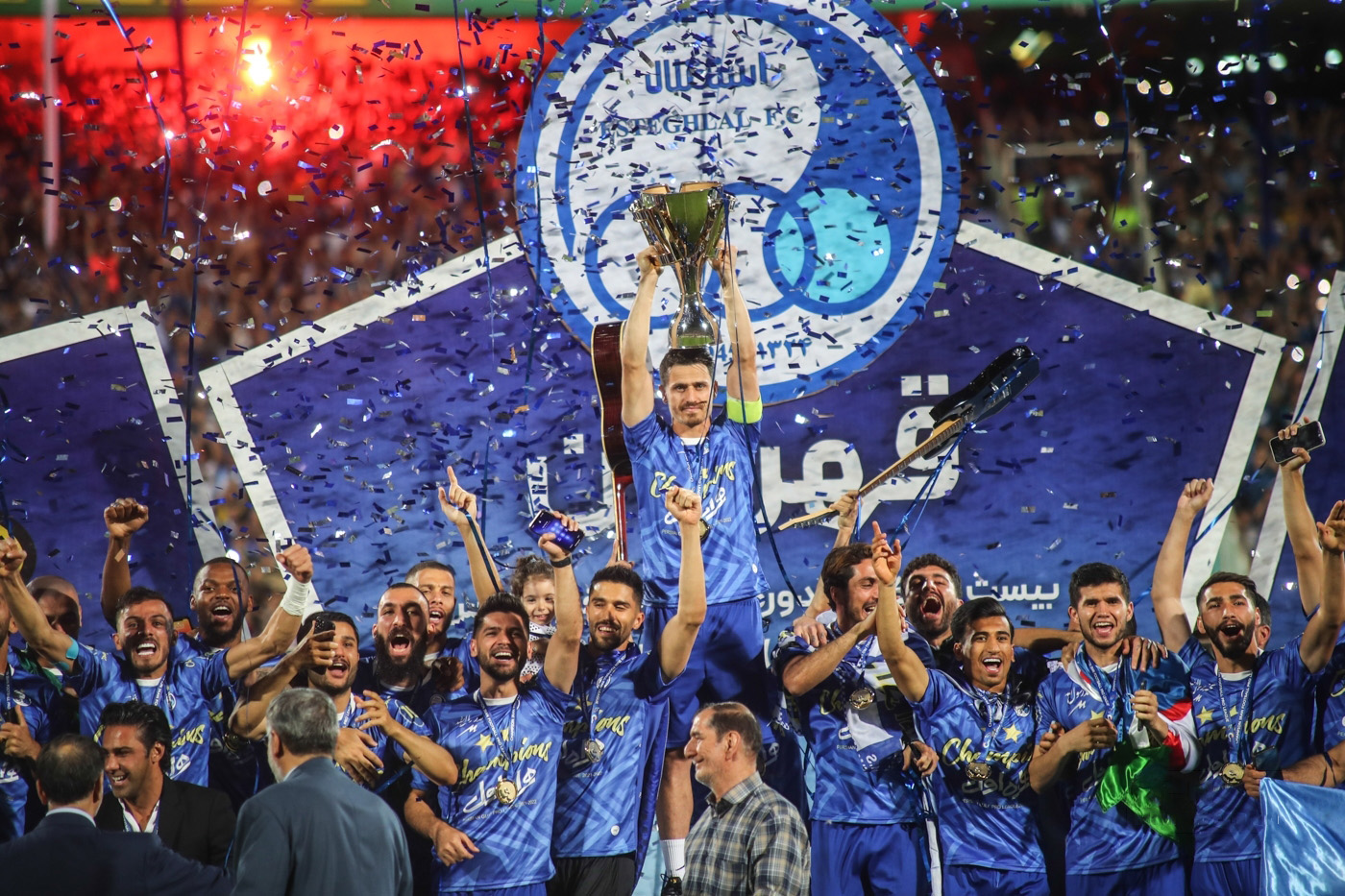
باشگاه استقلال در پایان لیگ برتر ایران ۰۱–۱۴۰۰ بدون هیچ شکستی، قهرمان شد و به اولین باشگاه ایرانی تبدیل شد که به این رکورد دست پیدا کرده است.

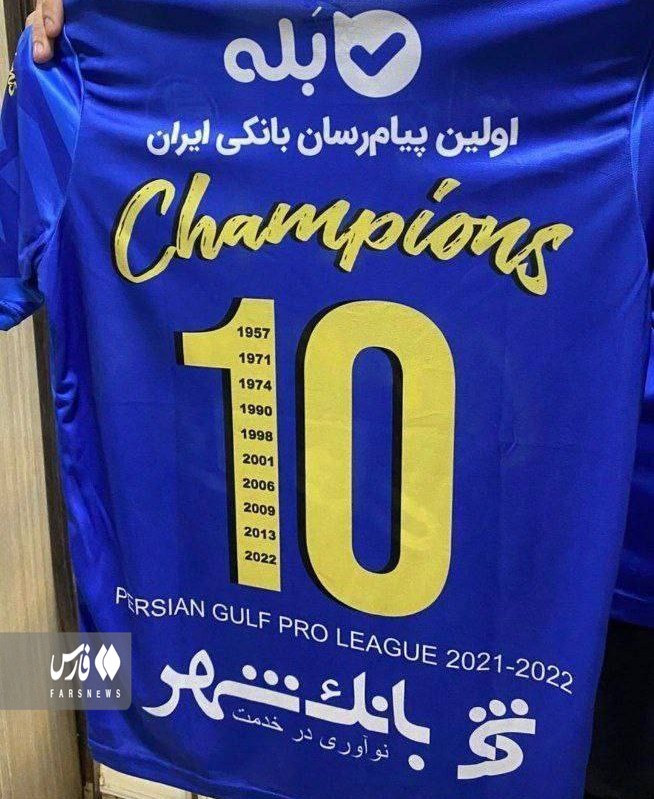
پیراهن اختصاصی باشگاه استقلال در جشن قهرمانی لیگ برتر ایران ۰۱–۱۴۰۰ به مناسبت دهمین قهرمانی تاریخ لیگ‌های فوتبال ایران

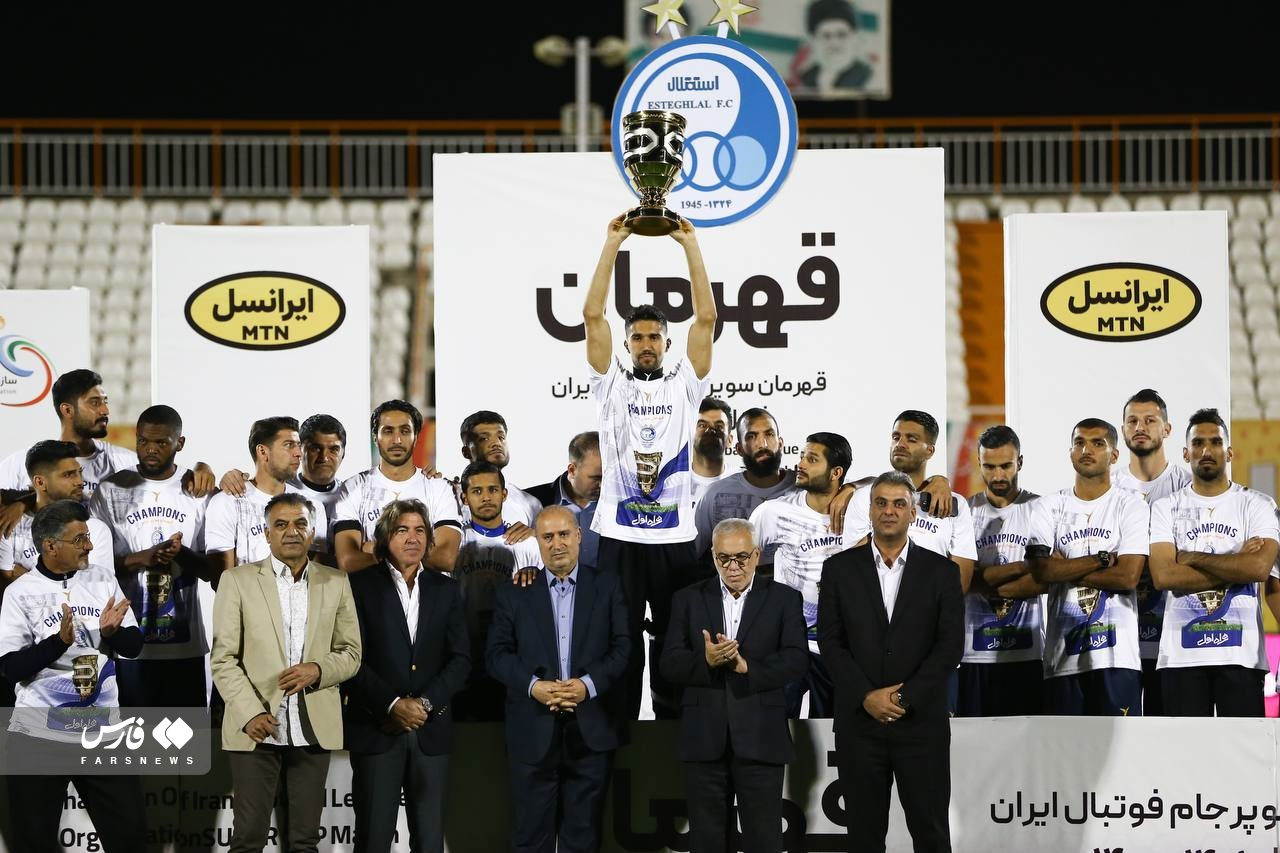
بازیکنان و کادر فنی باشگاه استقلال پس از قهرمانی در سوپر جام ایران ۱۴۰۱، مراسم قهرمانی و بالا بردن جام را برای همبستگی با اعتراضات سراسری ایران بدون شادی برگزار کردند.

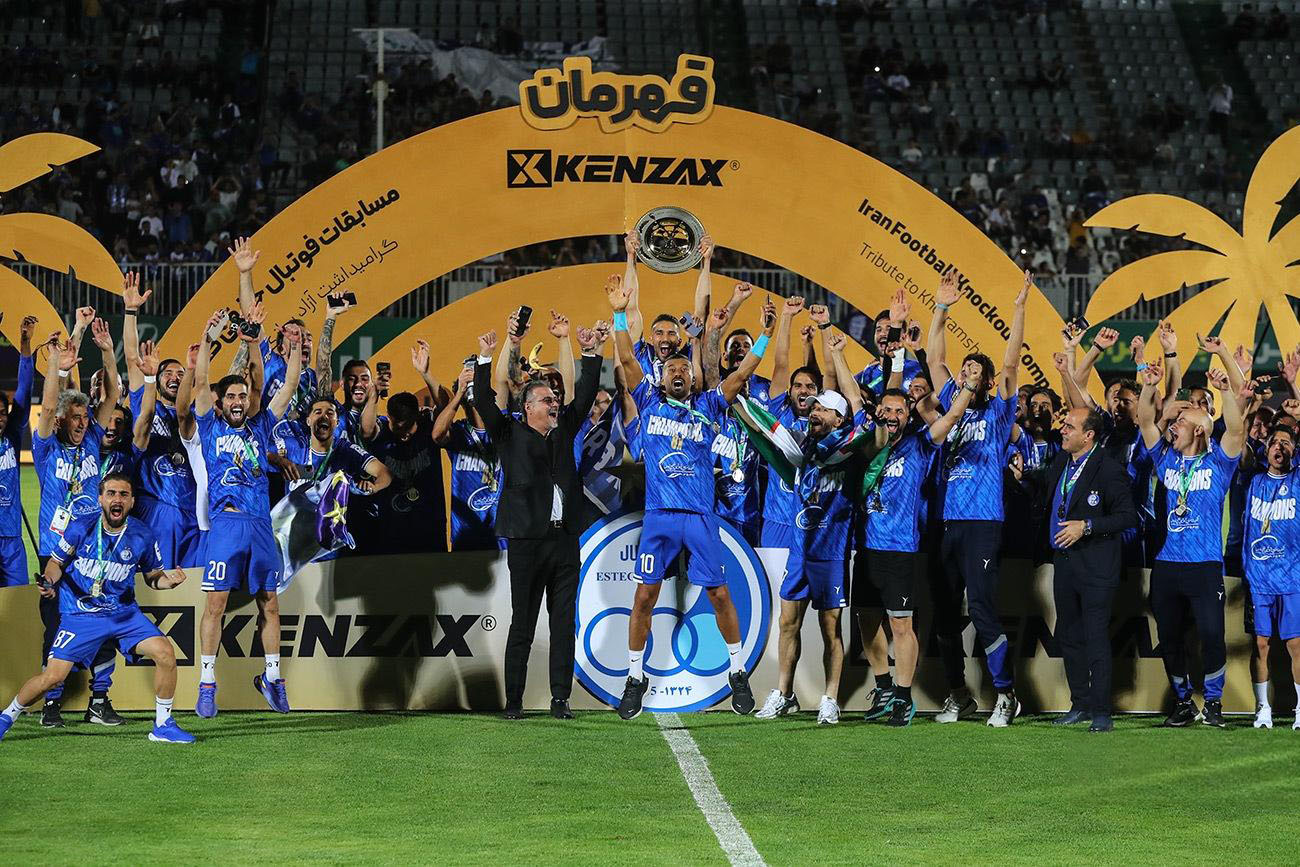
باشگاه استقلال قهرمان جام حذفی ایران ۰۴–۱۴۰۳

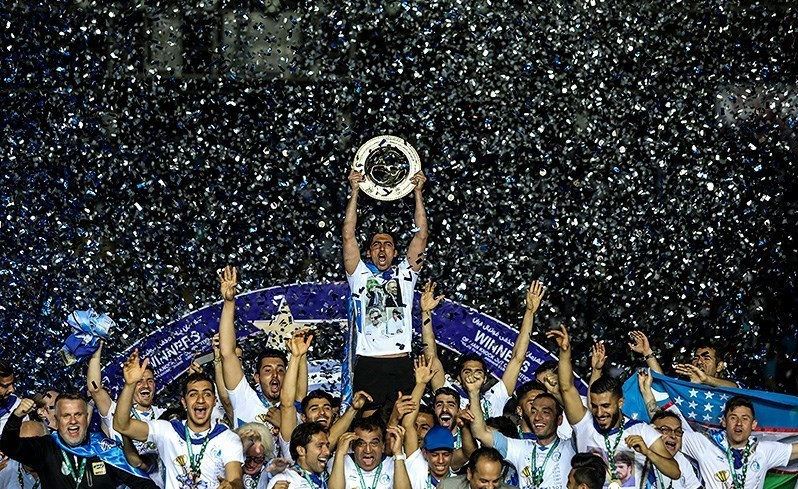
باشگاه استقلال قهرمان جام حذفی ایران ۹۷–۱۳۹۶

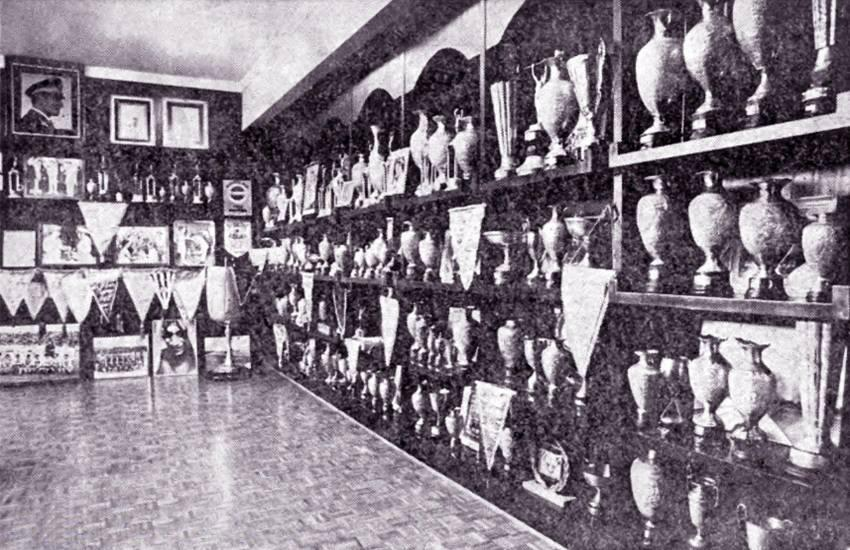
موزه افتخارات باشگاه تاج (استقلال) که بعد از انقلاب ۱۳۵۷ مورد دستبرد واقع شد.

تالار افتخارات باشگاه استقلال

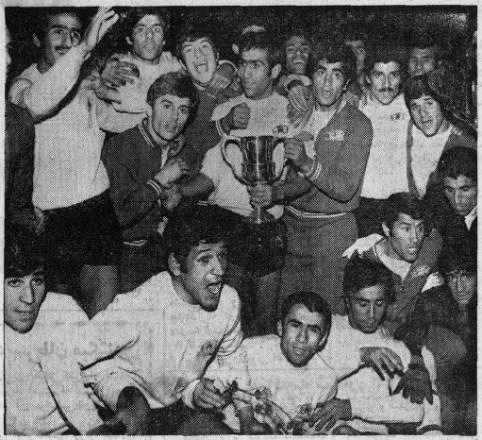
اولین قهرمانی باشگاه تاج (استقلال) در جام باشگاه‌های آسیا ۱۹۷۰

دومین قهرمانی باشگاه استقلال در جام باشگاه‌های آسیا ۹۱–۱۹۹۰

استقلال با ۳۹ عنوان قهرمانی رسمی در طول تاریخ خود،  پر افتخار ترین تاریخ باشگاهی فوتبال ایران است و با ۲ عنوان قهرمانی، ۲ جایگاه نایب قهرمانی و ۳ مقام سومی در لیگ قهرمانان آسیا، به عنوان پرافتخارترین تیم ایرانی در تاریخ این رقابت‌ها و چهارمین تیم برتر قارهٔ آسیا شناخته می‌شود.
۲ قهرمانی در لیگ قهرمانان آسیا، ۱۰ قهرمانی در لیگ‌های فوتبال ایران، ۸ قهرمانی در جام حذفی ایران، ۱ قهرمانی در سوپر جام ایران، ۱۳ قهرمانی در جام باشگاه‌های تهران، ۴ قهرمانی در جام حذفی تهران و ۱ قهرمانی در سوپر جام تهران از افتخارات رسمی داخلی و بین‌المللی این تیم هستند.
در هشتم خرداد سال ۱۳۲۷ باشگاه استقلال موفق به فتح جام حذفی تهران شد تا نخستین عنوان رسمی خود را کسب کند. از آن زمان تاکنون باشگاه استقلال جام باشگاه‌های تهران را ۱۳ بار، جام حذفی تهران را ۴ بار و سوپر جام تهران را ۱ بار فتح کرده است که در جام باشگاه‌های تهران و سوپر جام تهران رکورددار تعداد قهرمانی می‌باشد.
در سال ۱۳۳۶ باشگاه استقلال قهرمان نخستین دوره جام قهرمانی فوتبال ایران شد و نخستین جام کشوری و اولین لیگ سراسری خود را کسب کرد. استقلال تنها باشگاه ایرانی است که در تمامی لیگ‌ها و جام‌های داخلی و رقابت‌های سطح بالای کشوری به مقام قهرمانی دست پیدا کرده است.
آبی‌های تهرانی همچنین ۱۰ بار فاتح فرمت‌های مختلف لیگ سراسری فوتبال ایران شده‌اند که می‌توان به ۱ قهرمانی در جام قهرمانی ایران، ۱ قهرمانی در جام منطقه‌ای ایران، ۱ قهرمانی در جام تخت جمشید، ۱ قهرمان در جام قدس، ۲ قهرمانی در جام آزادگان و ۴ قهرمانی در لیگ برتر خلیج فارس اشاره کرد.
در جام حذفی ایران، استقلال با ۱۵ بار راه‌یابی به دیدار پایانی و ۸ قهرمانی، پیشتاز و رکورددار باشگاه‌های ایرانی است. آن‌ها ۱ بار نیز قهرمان سوپر جام ایران شده‌اند.
در آسیا، استقلال نخستین باشگاه ایرانی است که به جام قهرمانی باشگاه‌های این قارهٔ دست پیدا کرده است. استقلال تا به امروز در لیگ قهرمانان آسیا، ۲ عنوان قهرمانی در سال‌های ۱۳۴۹ (۱۹۷۰ میلادی) و ۷۰–۱۳۶۹ (۹۱–۱۹۹۰ میلادی)، ۲ جایگاه نایب قهرمانی در سال‌های ۱۳۷۰ (۱۹۹۱ میلادی) و ۷۸–۱۳۷۷ (۹۹–۱۹۹۸ میلادی) و ۳ مقام سومی کسب کرده است. همچنین آبی‌های تهرانی ۷ بار به مرحله نیمه نهایی لیگ قهرمانان آسیا راه یافته‌اند. باشگاه استقلال ۹ بار در نیمه نهایی تورنمنت‌های آسیایی (۷ بار لیگ قهرمانان آسیا، ۲ بار جام برندگان جام آسیا) حضور داشته است و از این حیث نیز رکورد دار است. استقلال دو بار رتبه چهارمی جام برندگان جام آسیا را به‌دست آورده. باشگاه استقلال موفق‌ترین نمایندهٔ فوتبال ایران در تاریخ مسابقات لیگ قهرمانان آسیا تاکنون است. آبی‌های پایتخت همچنین به عنوان پرافتخارترین تیم ایران در آسیا شناخته می‌شوند و جایگاه چهارمین تیم پرافتخار تاریخ قارهٔ آسیا را در اختیار دارند. استقلال ایران از سال ۱۹۹۱ تا ۲۰۰۰ به تنهایی پرافتخارترین تیم فوتبال آسیا بود؛ همچنین از سال ۲۰۰۰ تا ۲۰۰۹ نیز این عنوان را مشترکاً با باشگاه الهلال در اختیار داشت. در ادامه باشگاه پوهانگ استیلرز در این سال به سومین قهرمانی خود رسید و این عنوان مهم را پس از ۱۸ سال در اختیار گرفت.
بالاترین جایگاه یک تیم ایرانی در رده‌بندی جهانی: با اعلام فدراسیون جهانی تاریخ و آمار فوتبال در ماه سپتامبر سال ۲۰۱۳، باشگاه استقلال در رده‌بندی برترین باشگاه‌های جهان در جایگاه سوم آسیا و ۵۵ جهان قرار گرفت که این رتبه بالاترین جایگاه یک تیم ایرانی در این رده‌بندی محسوب می‌شود.

### رقابت‌های داخلی

#### رقابت‌های کشوری
- لیگ‌های فوتبال ایران (شامل: جام قهرمانی ایران، جام منطقه‌ای، لیگ تخت جمشید، لیگ قدس، لیگ آزادگان، لیگ برتر خلیج فارس)[۴۶]
  -  قهرمانی (۱۰): ۱۳۳۶، ۱۳۴۹، ۱۳۵۳، ۶۹–۱۳۶۸، ۷۷–۱۳۷۶، ۸۰–۱۳۷۹، ۸۵–۱۳۸۴، ۸۸–۱۳۸۷، ۹۲–۱۳۹۱، ۰۱–۱۴۰۰
  -  نایب قهرمانی (۱۱): ۱۳۵۲، ۷۱–۱۳۷۰، ۱۳۷۳، ۷۸–۱۳۷۷، ۷۹–۱۳۷۸، ۸۱–۱۳۸۰، ۸۳–۱۳۸۲، ۹۰–۱۳۸۹، ۹۶–۱۳۹۵، ۹۹–۱۳۹۸، ۰۳–۱۴۰۲ (رکورد)
- جام حذفی ایران (رکورد ایران)[۴۷]
  -  قهرمانی (۸): ۵۷–۱۳۵۶، ۷۵–۱۳۷۴، ۷۹–۱۳۷۸، ۸۱–۱۳۸۰، ۸۷–۱۳۸۶، ۹۱–۱۳۹۰، ۹۷–۱۳۹۶، ۰۴–۱۴۰۳ (رکورد)
  -  نایب قهرمانی (۷): ۱۳۶۹، ۷۸–۱۳۷۷، ۸۳–۱۳۸۲، ۹۵–۱۳۹۴، ۹۹–۱۳۹۸، ۱۴۰۰–۱۳۹۹، ۱۴۰۲–۱۴۰۱ (رکورد)
- سوپر جام ایران
  -  قهرمانی (۱): ۱۴۰۱
  -  نایب قهرمانی (۲): ۱۳۹۷، ۱۴۰۴

#### رقابت‌های استانی (بالاترین سطح)
- جام باشگاه‌های تهران (رکورد ایران)[۴۸]
  -  قهرمانی (۱۳): ۱۳۲۸، ۱۳۳۱، ۱۳۳۵، ۱۳۳۶، ۱۳۳۸، ۴۰–۱۳۳۹، ۱۳۴۱، ۴۸–۱۳۴۷، ۵۰–۱۳۴۹، ۱۳۵۱، ۱۳۶۲، ۱۳۶۴، ۱۳۷۰ (رکورد)
  -  نایب قهرمانی (۶): ۱۳۲۵، ۱۳۳۰، ۱۳۴۸، ۱۳۶۱، ۱۳۶۸، ۱۳۶۹
- جام حذفی تهران[۳۶][۴۸]
  -  قهرمانی (۴): ۲۷–۱۳۲۶، ۱۳۳۰، ۳۸–۱۳۳۷، ۱۳۳۹
  -  نایب قهرمانی (۳): ۱۳۲۵، ۳۷–۱۳۳۶، ۱۳۴۹ (رکورد)
- سوپر جام تهران (رکورد مشترک)[۳۶]
  -  قهرمانی (۱): ۱۳۷۳ (رکورد مشترک)

### رقابت‌های قاره‌ای
- لیگ قهرمانان آسیا (رکورد ایران)[۳۶][۴۹][۵۰][۵۱][۵۲][۵۳][۵۴][۵۵]
  -  قهرمانی (۲): ۱۳۴۹ (۱۹۷۰ میلادی)، ۷۰–۱۳۶۹ (۹۱–۱۹۹۰ میلادی) (رکورد ایران)
  -  نایب قهرمانی (۲): ۱۳۷۰ (۱۹۹۱ میلادی)، ۷۸–۱۳۷۷ (۹۹–۱۹۹۸ میلادی) (رکورد ایران)
  -  مقام سومی (۲): ۱۳۵۰ (۱۹۷۱ میلادی)، ۸۱–۱۳۸۰ (۰۲–۲۰۰۱ میلادی)
  - حضور در نیمه‌نهایی بدون رتبه‌بندی (۱): ۹۲–۱۳۹۱ (۲۰۱۳ میلادی)

### نمای کلی
| لیگ قهرمانان آسیا   | ۲  | ۲  |
| لیگ‌های فوتبال ایران | ۱۰ | ۱۱ |
| جام حذفی ایران      | ۸  | ۷  |
| سوپر جام ایران      | ۱  | ۲  |
| جام باشگاه‌های تهران | ۱۳ | ۶  |
| جام حذفی تهران      | ۴  | ۳  |
| سوپر جام تهران      | ۱  | ۰  |
| مجموع               | ۳۹ | ۳۱ |

### دوگانه‌ها و سه‌گانه‌ها
باشگاه استقلال در تاریخ خود، شش بار موفق به کسب دوگانه شده است.
(اصطلاح دوگانه به معنای قهرمانی در دو جام در طول یک فصل فوتبال می‌باشد)
- لیگ فوتبال ایران و جام باشگاه‌های تهران
  - فصل ۳۷–۱۳۳۶
- جام باشگاه‌های تهران و جام حذفی تهران
  - فصل ۳۸–۱۳۳۷
  - فصل ۴۰–۱۳۳۹
- لیگ قهرمانان آسیا و لیگ فوتبال ایران
  - فصل ۱۳۴۹
- لیگ قهرمانان آسیا و جام باشگاه‌های تهران
  - فصل ۷۱–۱۳۷۰
- لیگ فوتبال ایران و سوپرجام فوتبال ایران
  - فصل ۰۱–۱۴۰۰

باشگاه استقلال در تاریخ خود، یک بار موفق به کسب سه‌گانه شده است.
(اصطلاح سه‌گانه به معنای قهرمانی در سه جام در طول یک فصل فوتبال می‌باشد)
- لیگ قهرمانان آسیا، لیگ فوتبال ایران و جام باشگاه‌های تهران
  - فصل ۱۳۴۹

### دیگر رقابت‌ها

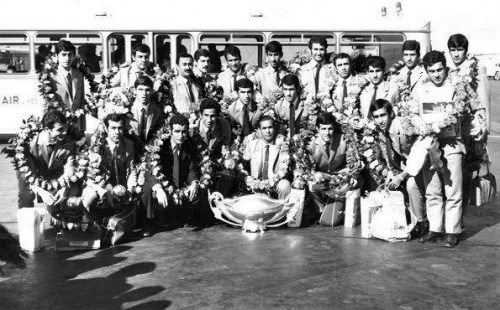
بازیکنان و کادر فنی باشگاه تاج پس از قهرمانی در جام میلز سال ۱۳۴۸

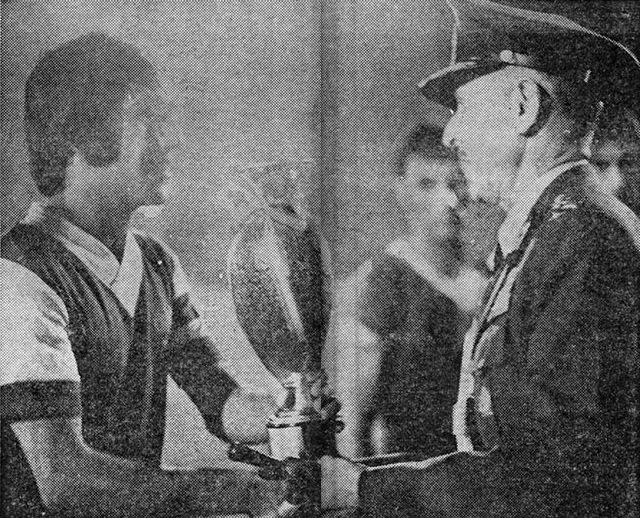
علی جباری کاپیتان باشگاه تاج، عنوان قهرمانی جام دوستی را از علی حجت کاشانی رئیس سازمان تربیت بدنی، دریافت می‌کند.

باشگاه استقلال در طی تاریخ خود در ۱۶ جام غیررسمی، دوستانه و سطح پایین به مقام قهرمانی رسیده است. نخستین قهرمانی این تیم در رقابت‌های دوستانه در جام تاج که با حضور ۴ شعبه مختلف تیم تاج در ۱۳۳۷ برگزار شد، به دست آمد. نخستین عنوان قهرمانی تاج در خارج از ایران نیز در جام میلز سال ۱۳۴۸ (۱۹۶۹ میلادی) ثبت شد. جدیدترین قهرمانی غیررسمی استقلال در مسابقات جام صلح و دوستی تهران در سال ۱۳۸۴ رقم خورد.

#### بین‌المللی
- جام میلز[۳۶]
  -  قهرمانی (۴): ۱۳۴۸، ۱۳۴۹، ۱۳۵۰، ۱۳۶۸
- جام بوردولوی[۵۷]
  -  قهرمانی (۱): ۱۳۶۸
- جام استقلال قطر[۳۶]
  -  قهرمانی (۱): ۱۳۷۰
- جام پرزیدنت ترکمنستان[۵۸]
  -  قهرمانی (۱): ۱۳۷۶
- جام بین‌المللی خزر[۵۹]
  -  قهرمانی (۱): ۱۳۷۶

#### داخلی
- جام تاج[۶۰]
  -  قهرمانی (۱): ۱۳۳۷
- جام دوستی[۶۱]
  -  قهرمانی (۱): ۱۳۵۱
- جام اتحاد
  -  قهرمانی (۱): ۱۳۵۲
- جشنواره بسیج[۶۲]
  -  قهرمانی (۱): ۱۳۷۱
- لیگ آزادگان دسته سوم[پانویس ۱][۳۶]
  -  قهرمانی (۱): ۱۳۷۲
- جام کیش[۶۳]
  -  قهرمانی (۱): ۱۳۸۰
- جام اتحادیه باشگاه‌های ایران[۶۴]
  -  قهرمانی (۱): ۱۳۸۱
- جام صلح و دوستی تهران[۶۵]
  -  قهرمانی (۱): ۱۳۸۴

## تاریخچه
نخستین عنوان قهرمانی این باشگاه با نام دوچرخه‌سواران و در هشتم خرداد ۱۳۲۷ به دست آمد، جایی که آن‌ها پیروز جام حذفی تهران ۲۷–۱۳۲۶ شدند. دومین و آخرین قهرمانی این باشگاه در دهه ۱۳۲۰ در سال ۱۳۲۸ و کسب عنوان قهرمانی جام باشگاه‌های تهران ۱۳۲۸ بود. سپس و در دهه ۱۳۳۰ این تیم جام باشگاه‌های تهران را پنج مرتبه، جام حذفی تهران را سه مرتبه دیگر فتح کرد. در فصل ۳۷–۱۳۳۶ نیز تاج به عنوان نماینده تهران در جام قهرمانی ایران ۱۳۳۶ در اصفهان حاضر شد و با پیروزی بر نمایندگان سایر استان‌ها توانست عنوان قهرمانی را از آن خود از کند. در دهه ۱۳۴۰ این تیم دو بار دیگر نیز موفق به فتح جام باشگاه‌های تهران شد تا از این حیث رکورددار فوتبال تهران شود. از فصل ۱۳۴۹ و برگزاری نخستین دوره مسابقات باشگاهی کشوری تحت عنوان جام منطقه‌ای ۱۳۴۹، تاج نیز به این مسابقات پیوست در نهایت قهرمان نخستین دوره مسابقات سراسری ایران شد. با شروع برگزاری مسابقات سراسری در ایران همانند جام تخت‌جمشید و جام حذفی، تیم تاج نیز به این مسابقات پیوست و موفق شد فاتح جام تخت‌جمشید ۱۳۵۳ و فاتح جام حذفی ۵۷–۱۳۵۶ ایران شود. این آخری، آخرین عنوان قهرمانی این تیم با نام تاج و آخرین قهرمانی این تیم پیش از انقلاب ۱۳۵۷ بود.
در دهه ۱۳۶۰ به دلیل جنگ ایران و عراق و سیاست‌ها حکومت نوین ایران، مسابقات سراسری برگزار نشدند و استقلال (نام نوین باشگاه بعد از انقلاب ۱۳۵۷) مجدداً در جام باشگاه‌ها و حذفی تهران شرکت کرد و موفق شد سه مرتبه دیگر جام باشگاه‌های تهران را از آن خود کند تا به رکورد سیزده قهرمانی در این مسابقات برسد. از فصل ۶۹–۱۳۶۸ و با پایان جنگ و عوض شدن دیدگاه حکومت وقت نسبت به فوتبال، مسابقات سراسری مجدداً از سر گرفته شدند و استقلال موفق شد تا در خرداد ۱۳۶۹ لیگ قدس را فتح کند تا بعد از انقلاب هم، همچون پیش از انقلاب، نخستین پیروز جام سراسری در ایران باشد.
در دهه ۱۳۷۰ با برگزاری جام آزادگان، استقلال نیز در این مسابقات شرکت کرد و در این دهه موفق شد دو بار این مسابقات را ببرد. دو قهرمانی در جام حذفی ایران و یک قهرمانی در سوپر جام تهران از دیگر عناوین این تیم در این دهه هستند.
در دهه ۱۳۸۰ نحوه برگزاری مسابقات سراسری ایران باز هم دستخوش تغییر شد و لیگ حرفه‌ای ایران جایگزین جام آزادگان شد. استقلال این لیگ را دو مرتبه در دهه ۱۳۸۰ از آن خود کرد، دو قهرمانی در جام حذفی دیگر عنوان‌های قهرمانی این باشگاه در این دهه هستند. با آغاز دهه ۱۳۹۰ استقلال جام حذفی ایران را دو بار و لیگ برتر را یک بار دیگر از آن خود کرد.
استقلال تا به امروز در لیگ قهرمانان آسیا دو عنوان قهرمانی در سال‌های ۱۹۷۰ میلادی (۱۳۴۹ خورشیدی) و ۹۱–۱۹۹۰ میلادی (۷۰–۱۳۶۹ خورشیدی)، دو جایگاه نایب قهرمانی و سه عنوان سومی کسب کرده است. همچنین آبی‌های تهرانی ۷ بار به مرحله نیمه نهایی لیگ قهرمانان آسیا راه یافته‌اند. استقلال پرافتخارترین تیم ایران در آسیا و چهارمین تیم پرافتخار تاریخ در قاره آسیا محسوب می‌شود.

## نگارخانه

علی دانایی‌فرد، پرویز خسروانی و سایر بازیکنان تاج تهران پس از قهرمانی در مسابقات جام قهرمانی ایران سال ۱۳۳۶
بازیکنان تاج و جام قهرمانی مسابقات قهرمانی ایران سال ۱۳۳۶
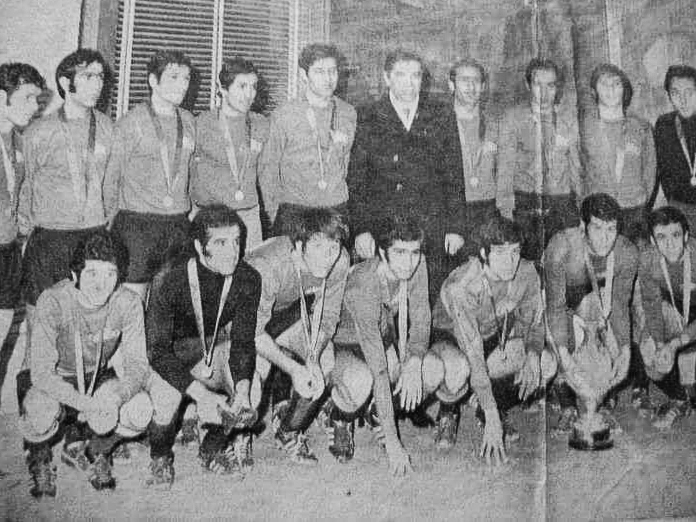
تاج قهرمان جام منطقه‌ای ۱۳۴۹
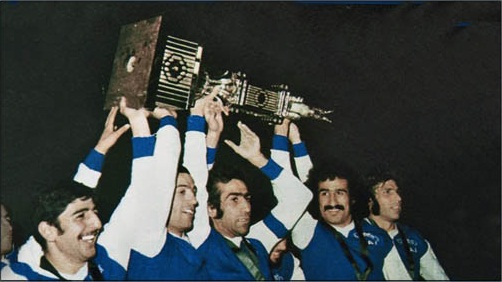
قهرمانی تاج در جام تخت جمشید ۱۳۵۳
استقلال قهرمان جام میلز ۱۹۸۹، بازیکنان استقلال با لباس تیم پوسکو کره‌جنوبی در مراسم دریافت جام قهرمانی حاضر شدند.
قهرمانی استقلال در جام باشگاه‌های تهران ۱۳۷۰
قهرمانی باشگاه استقلال در جام باشگاه‌های آسیا ۹۱–۱۹۹۰
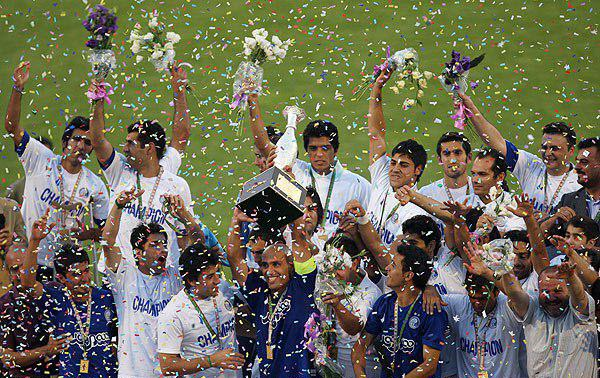
قهرمانی استقلال در جام حذفی ۸۷–۱۳۸۶
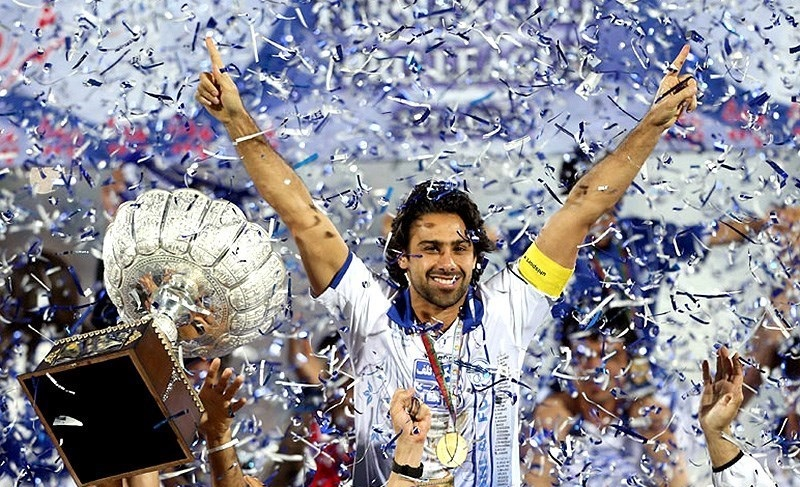
قهرمانی استقلال در لیگ برتر ۹۲–۱۳۹۱
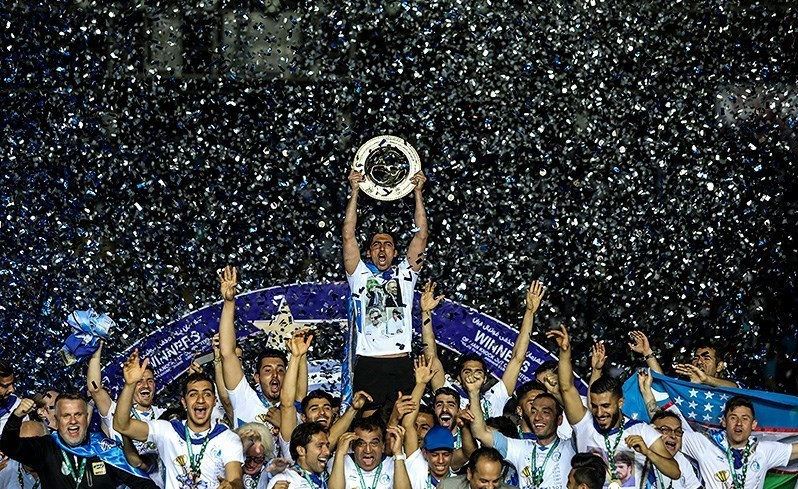
استقلال قهرمان جام حذفی ۹۷–۱۳۹۶
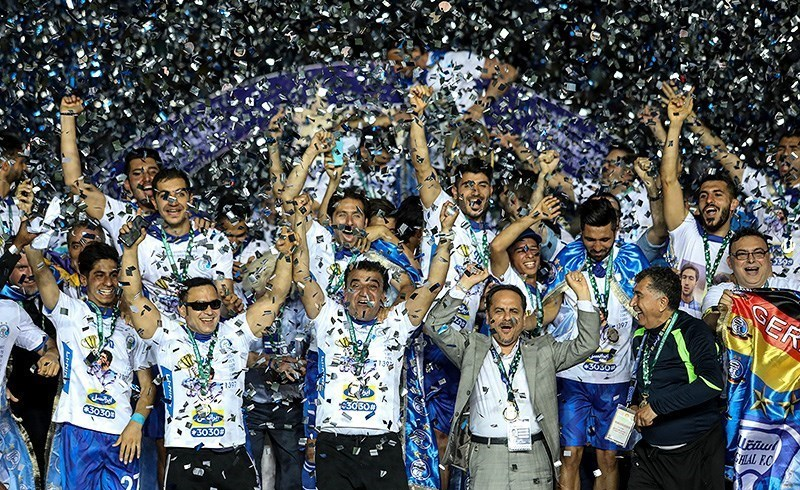
قهرمانی استقلال در جام حذفی ۹۷–۱۳۹۶
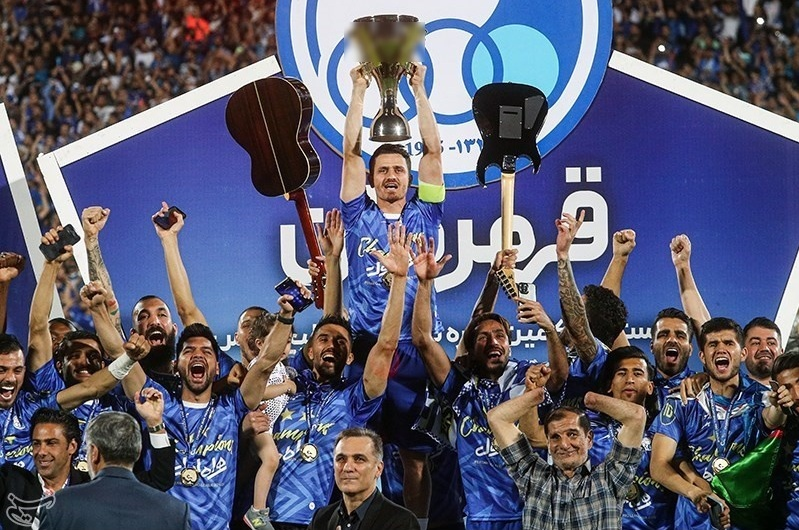
استقلال اولین قهرمان قرن؛ لیگ برتر فصل ۰۱_۱۴۰۰